# Увірвавшись у суспільство (фільм)
Увірвавшись у суспільство (англ. Breaking Into Society) — американська кінокомедія режисера Ханта Стромберга 1923 року.

## У ролях
- Керрі Кларк Ворд — місіс Пет O'Тул
- Булл Монтана — Тім O'Тул
- Балла Паша — Пет O'Тул
- Френсіс Требол — Марті O'Тул
- Флоренс Гілберт — Івонн
- Лео Вайт — перукар
- Тайні Сендфорд — хіропрактик
- Стенхоуп Віткрофт — заможна людина
- Чарльз Райснер — Піттсбург Кід
- Гертруда Шорт — Саллі